# Ko Losin
Ko Losin, thailändska เกาะโลซิน, är en obebodd ö i södra delen av Thailandviken, i provinsen Pattani i södra Thailand. 

## Geografi
Ko Losin ligger i Panare-distriktet, i provinsen Pattani, ungefär 65 km från fastlandet och är en 1,5 meter hög ö med brant strandkant runt hela ön. Ön är platsen för en obemannad fyr.

## Gränstvist
Ko Losin må vara liten, obebodd och karg, men har ändå varit del i en gränstvist mellan Malaysia och Thailand. Tvisten omfattar också Ko Kra-arkipelagen. Dispyten gällde kontinentalsockeln mellan de två länderna, där dessa hade olika utgångspunkter för hur gränsen skulle dras. Thailand utgick från Kuala Tabar vid sina beräkningar, en plats som definierades vid det anglo-siamesiska fördraget 1909 mellan Storbritannien och Konungariket Siam. Från Kuala Tabar dras då gränsen norrut till Ko Losin och sedan nordväst till Ko Kra. Malaysia, å sin sida, erkände inte en dragning enligt detta traktat, utan beräknade kontinentalsockeln utifrån landgränsen längs hela kustlinjen. Indien uttalade stöd för Thailands ståndpunkt.
Som en tillfällig lösning av tvisten undertecknade Malaysia och Thailand den 21 februari 1979 en promemoria om att bilda ett utvecklingsområde på 7 250 km som innefattar hela det omtvistade området. Avtalet medger ett gemensamt nyttjande av tillgångarna i utvecklingsområdet. Promemorian följdes den 30 maj 1990 av ett mer regelrätt avtal.
Thailands sätt att beräkna gränsen har tidigare också stött på motstånd från Vietnam, där beräkningssättet medförde en tvist gällande 6 074 kvadratkilometer.
1999 nådde Malaysia, Thailand och Vietnam ett gemensamt avtal kring nyttjandet av områden som ligger I gränszonen mellan de tre länderna, som baserades på det tidigare avtalet mellan Thailand och Malaysia.

## Klimat
Det tropiska klimatet i Thailand är ett sommarmonsunklimat, med kraftiga monsunregn från maj till oktober och torrtid från oktober till maj. Det är svalast i slutet av regntiden och början på torrtiden. I slutet av torrtiden kan det vara 34–37 grader varmt.